# Antonin Scalia
Antonin Scalia Gregory (11 tháng 3 năm 1936 – 13 tháng 2 năm 2016) là một Thẩm phán (Phó chánh án) của Tòa án Tối cao Hoa Kỳ từ năm 1986 cho đến khi ông qua đời vào năm 2016. Được Tổng thống Hoa Kỳ Ronald Reagan bổ nhiệm vào Tòa án Tối cao năm 1986, Scalia được mô tả như là chỗ dựa trí tuệ của chủ nghĩa nguyên bản và chủ nghĩa điều văn tư pháp trong cánh bảo thủ của Tối cao Pháp viện Hoa Kỳ.
Scalia sinh tại Trenton, New Jersey. Ông theo học trường trung học Xavier ở Manhattan, và sau đó học đại học tại Đại học Georgetown ở Washington, DC và sau đó tốt nghiệp Trường Luật Harvard và đã dành sáu năm trong một công ty luật ở Cleveland, trước khi trở thành giáo sư trường luật tại Đại học Virginia. Trong những năm 1970, ông phục vụ trong chính quyền Nixon và Ford, sau cùng ông giữ chức Phó Tổng Chưởng lý dưới thời tổng thống Gerald Ford. Phần lớn những năm dưới thời Carter, ông đã giảng dạy tại Đại học Chicago, nơi ông trở thành một trong những cố vấn khoa đầu tiên của Hội Liên bang non trẻ. Năm 1982, Ronald Reagan bổ nhiệm ông làm thẩm phán của Tòa phúc thẩm Hoa Kỳ khu vực Đặc khu Columbia. Năm 1986, Reagan bổ nhiệm ông vào Tòa án Tối cao. Scalia đã được Ủy ban Tư pháp Thượng viện chất vấn vài câu hỏi hóc búa, và đã được Thượng viện Hoa Kỳ nhất trí đề xuất bổ nhiệm (98-0), trở thành thẩm phán người Mỹ gốc Ý đầu tiên.
Scalia chỉ là thẩm phán đương nhiệm thứ hai của Tòa án Tối cao qua đời trong vòng sáu mươi năm. Không còn Scalia, tám thẩm phán còn lại của Tòa án Tối cao chia đều 4–4 giữa hai xu hướng, khá bảo thủ và khá tự do, trong một năm bầu cử tổng thống. Các vụ kiện đang chờ xử lý tại Tòa tối cao khi Scalia qua đời được quyết định bởi tám thẩm phán còn lại. Tình huống tiến thoái lưỡng nan 4–4 giữa hai xu hướng sẽ dẫn đến việc phán quyết của tòa án cấp dưới được bảo lưu, nhưng không hình thành tiền lệ và các thẩm phán Tòa tối cao sẽ không công bố ý kiến bằng văn bản về vụ kiện.

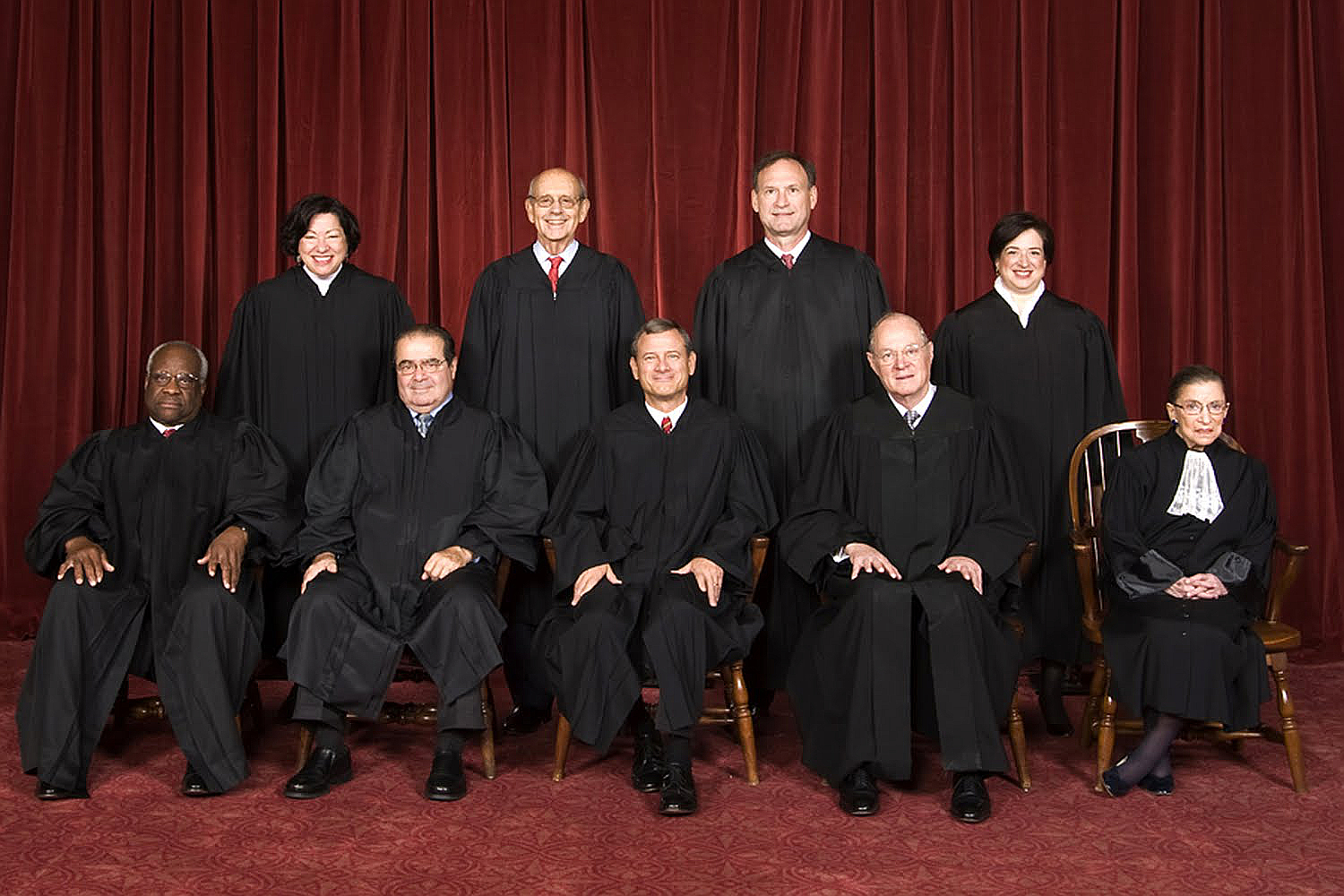
Các thẩm phán Tòa án Tối cao tại thời điểm Scalia qua đời

Trong một cuộc phỏng vấn năm 2012, Scalia đã nói rằng ông thích Thẩm phán Frank H. Easterbrook của Tòa phúc thẩm khu vực số bảy kế nhiệm ông. Vào ngày 16 tháng 3 năm 2016, Tổng thống Barack Obama, phe Dân chủ, đã đề cử Merrick Garland, khi đó là Chánh án Tòa phúc thẩm Hoa Kỳ khu vực Đặc khu Columbia, để ngồi vào ghế của Scalia, nhưng Thượng viện lúc bấy giờ do Đảng Cộng hòa kiểm soát đã từ chối tiến hành quy trình phê chuẩn việc đề cử này khiến đề cử này hết hạn cùng với sự kết thúc của  Quốc hội thứ 114 vào ngày 3 tháng 1 năm 2017. Vào ngày 31 tháng 1 năm 2017, Tổng thống Donald Trump tuyên bố đề cử Thẩm phán Neil Gorsuch của Tòa phúc thẩm khu vực số 10 để kế nhiệm Scalia. Quyết định bổ nhiệm Neil Gorsuch đã được Thượng viện phê chuẩn vào ngày 7 tháng 4 năm 2017.